# Hasse Pavia Lind
Hasse Pavia Lind (* 10. Juni 1979) ist ein dänischer Bogenschütze.
Lind ist Unteroffizier in der dänischen Armee. 
Seinen ersten internationalen Erfolg als Sportler feierte er als Mitglied der dänischen Nationalmannschaft mit einem neunten Platz bei der Weltmeisterschaft 2001 in Peking. Zwei Jahre später bei der Weltmeisterschaft in New York wurde er in der Einzelkonkurrenz Siebter. Mit dieser Platzierung erreichte er die Vorauswahl für eine Teilnahme an den Olympischen Spielen 2004 in Athen. Sein Olympiaticket sicherte er sich endgültig mit einer Platzierung im Hauptfeld des Grand-Prix-Turniers von Rovereto im April 2004.
Erste Medaillen gewann Lind im Mai 2004 bei der Europameisterschaft in Brüssel. Hinter dem Italiener Marco Galiazzo wurde er in der Einzelkonkurrenz Vizeeuropameister mit dem Recurvebogen. Zusammen mit Dennis Bager, Morten Caspersen und Bo Steimann gewann er eine Bronzemedaille im Mannschaftswettbewerb.
Bei den Olympischen Spielen im August 2004 konnte Lind nicht an diese Leistungen anknüpfen. Die Qualifikation schloss Lind mit 666 Ringen noch als Achter ab und in der ersten Runde setzte er sich klar mit 158:110 gegen den Ägypter Esam Sayed durch. In der zweiten Runde unterlag er dann aber dem Ukrainer Oleksandr Serdjuk knapp mit 164:165 und schied aus. In der Endabrechnung belegte Lind nur den 19. Platz.